# Papilio fuscus
Papilio fuscus là một loài bướm ngày thuộc họ Papilionidae. Nó được tìm thấy ở Timor, phía Bắc Úc và New Guinea. Sải cánh dài khoảng 80 mm. Ấu trùng ăn loài Rutaceae.